# Branka Stilinović
Branka Stilinović (* 24. Oktober 1926 in Zagreb, Königreich Jugoslawien; † 4. November 2016 in Rijeka, Kroatien) war eine jugoslawische Opernsängerin (Sopran).

## Leben
Branka Stilinović absolvierte ihre Gesangsausbildung an der Musikschule Pavao Markovac, wo sie bei Nada Pirnat studierte. Ihr erstes Engagement erhielt sie, noch vor ihrer eigentlichen Bühnenkarriere, als Sängerin und Sprecherin bei der Rundfunkstation Radio Zagreb. Dort war sie von 1949 bis 1958  unter Vertrag. 1958, nach Kutsch/Riemens bereits im Jahre 1957, gab sie ihr Bühnendebüt als Opernsängern am Kroatischen Nationaltheater Rijeka als Santuzza in Cavalleria rusticana.
1959 wurde sie als Solistin an die Nationaloper Zagreb verpflichtet, der sie bis zu ihrer Pensionierung im Jahre 1979 als festes Ensemblemitglied angehörte. Sie sang mit ihrer „brillanten“ Sopran-Höhe und der „suggestiven Ausdruckskraft ihrer Stimme“ schwerpunktmäßig das jugendlich-dramatische und das dramatische Sopranfach. Zu ihren Bühnenrollen gehörten: Donna Anna in Don Giovanni, Abigaille in Nabucco, Amelia in Un ballo in maschera, die Titelrolle in Aida, die Titelrolle in La Gioconda, Leonore in Fidelio, Senta in Der fliegende Holländer, Micaëla in Carmen, Floria Tosca in Tosca, Maddalena in Andrea Chénier, Tatjana in Eugen Onegin, Lisa in Pique Dame, Marie in Die verkaufte Braut und Jaroslawna in Fürst Igor.
Neben den klassischen Partien interpretierte sie zahlreiche Rollen in  Opern kroatischer und  jugoslawischer Komponisten, so die Irmengarde in der Oper Porin von Vatroslav Lisinski, die beiden Sopran-Rollen der Eva und Jelena in der Oper Nikola Šubić-Zrinjski von Ivan Zajc und die Đula in Ero der Schelm. Im Dezember 1964 sang sie an der Zagreber Oper in der Uraufführung der Oper Dalmaro von Jakov Gotovac.
1963 wurde sie für ihre außergewöhnliche Interpretation der Rollen Eva und Jelena in Nikola Šubić-Zrinjski sowie für ihre Darstellung als Elisabetta di Valois in Verdis Oper Don Carlos mit dem Milka-Trnina-Gesangspreis ausgezeichnet.
Regelmäßig gastierte sie an der Nationaloper Belgrad. Sie gab internationale Gastspiele in Deutschland (Opernhaus Köln), in der DDR (Staatsoper Berlin, Komische Oper Berlin), in der Schweiz (Theater Basel), in Italien (Bologna, Neapel), Ungarn (Staatsoper Budapest) und in Polen. Außerdem trat sie bei den Opernfestspielen in Athen auf.
Stilinović galt auch als außergewöhnliche Konzertsängerin, insbesondere in der Gestaltung von Oratorien und bei der Interpretation der Sopran-Partie im Verdi-Requiem. Nach Beendigung ihrer Bühnenkarriere lehrte sie als Professorin am Konservatorium von Zagreb.
Tonaufnahmen  mit Stilinović erschienen auf Schallplatte beim jugoslawischen Musiklabel Jugoton, dort unter anderem als vollständige Gesamtaufnahmen die beiden Opern Ero, der Schelm und Nikola Šubić-Zrinjski. Außerdem wurde ein Solo-Recital mit ihr bei Jugoton veröffentlicht.
Branka Stilinović starb am 4. November 2016 im Alter von 90 Jahren in Rijeka. Die Beisetzungsfeier fand am 9. November 2016 im Zagreber Krematorium statt.